# (39394) 6027 P-L
6027 P-L (asteroide 39394) é um asteroide da cintura principal. Possui uma excentricidade de 0.18158270 e uma inclinação de 2.25892º.
Este asteroide foi descoberto no dia 24 de setembro de 1960 por Cornelis Johannes van Houten e Ingrid van Houten-Groeneveld e Tom Gehrels em Palomar.